# Alliance (famille)

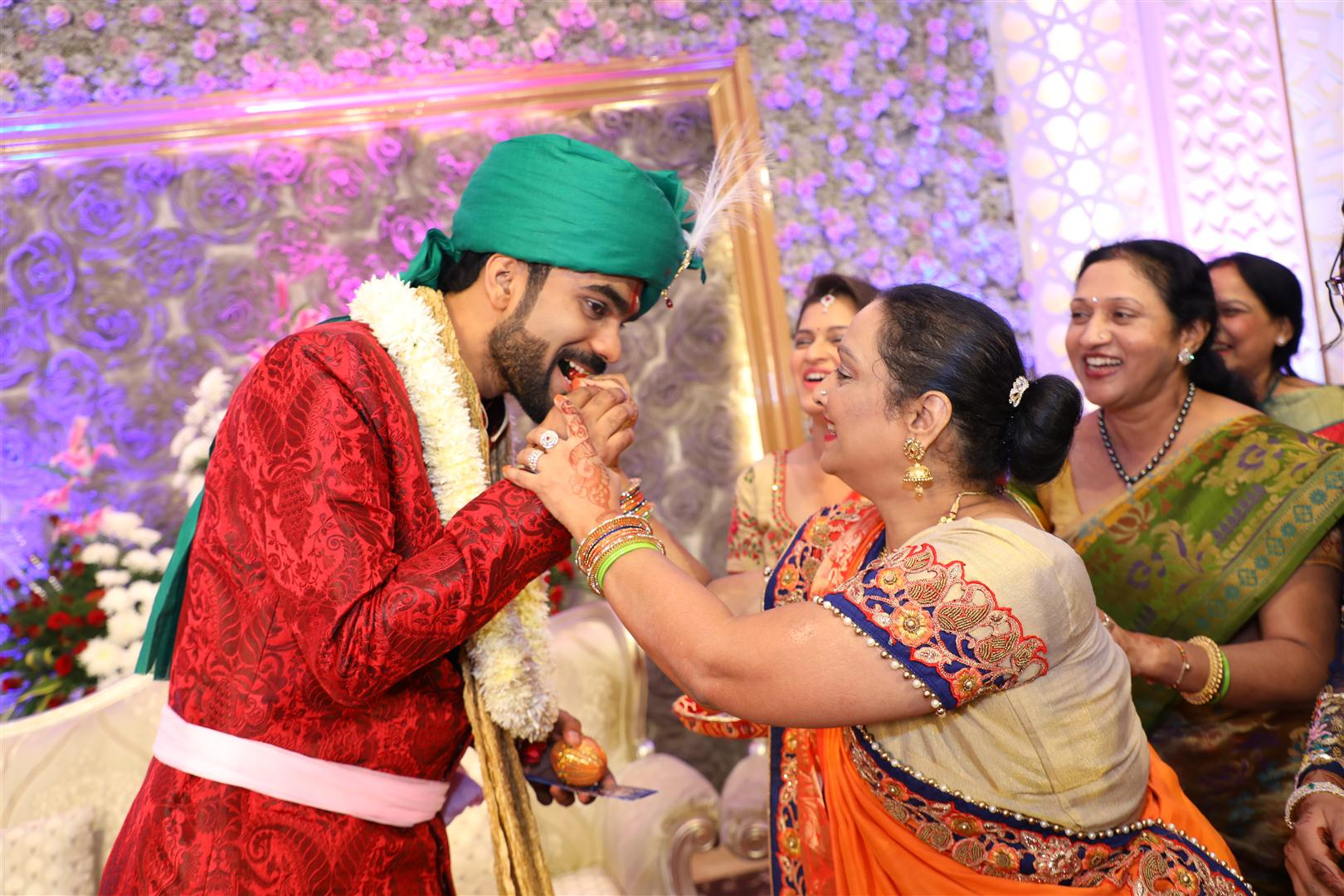
Une mère accueillant son beau-fils dans la famille (Inde).

Pour les articles homonymes, voir Alliance.
L'alliance est le lien de parenté existant entre deux familles ou groupes sociaux, par l'intermédiaire de deux conjoints. Si en Europe et plus généralement dans la culture occidentale, le mariage est une alliance, il s’agit de deux notions distinctes.

## Les différents types d'alliance dans le monde
Dans certains pays, qui ont des lois d'unions civiles, il arrive que l'état civil des personnes soit modifié et crée donc un lien d'alliance comme le mariage.
C'est le cas en Suisse depuis la loi sur le partenariat enregistré, réservé aux couples de même sexe. 

### Canada
Au Québec, l'article 521.7 du Code civil prévoit que « l’union civile crée une alliance entre chaque conjoint et les parents de son conjoint » (« conjoint » pouvant désigner tant une personne mariée qu'une personne liée par une union civile en droit québécois) ; cette disposition est d'autant plus étonnante qu'une disposition analogue n'existe pas pour le mariage et que le droit québécois n'attache pas d'effets juridiques à l'alliance.

### France
En France, seul le mariage crée juridiquement l'alliance, dont la notion n'est pas expressément définie en droit français. Les effets de l'alliance ne survivent pas nécessairement à la dissolution du mariage qui était à sa base.
Le droit français attache occasionnellement des effets à l'alliance. Ainsi, l'article 161 du Code civil français interdit le mariage entre alliés en ligne directe, considéré comme incestueux. L'article 206 prévoit que les « gendres et belles-filles doivent également, et dans les mêmes circonstances, des aliments à leurs beau-père et belle-mère, mais cette obligation cesse lorsque celui des époux qui produisait l'affinité et les enfants issus de son union avec l'autre époux sont décédés ».

### Suisse
Le Code civil suisse donne à l'article 21 la définition suivante :
1. Les parents d’une personne sont dans la même ligne et au même degré les alliés de son conjoint ou de son partenaire enregistré.
2. La dissolution du mariage ou du partenariat enregistré ne fait pas cesser l’alliance.

## La théorie de l'alliance en anthropologie
Claude Lévi-Strauss a été le premier à conceptualiser la notion d'alliance en anthropologie,, dans son ouvrage Les Structures élémentaires de la parenté. La théorie de l'alliance propose de concevoir le mariage comme une forme de communication entre les hommes, puisqu'il permet à différents groupes sociaux de s'allier pour des échanges commerciaux et matrimoniaux, également de réunir les forces en cas de conflit.

## Terminologie
Certaines relations issues de l'alliance sont jugées suffisamment importantes pour être désignées par des mots spécifiques :
- gendre : mari de la fille ou du fils ;
- beau-fils :
  - fils né d’un lit antérieur de l’un ou de l’autre des deux époux ;
  - mari de la fille ou du fils (terme synonyme de  gendre) ;
- belle-fille : 
  - fille née d’un lit antérieur de l’un ou de l’autre des deux époux ;
  - épouse du fils ou de la fille (en remplacement du terme vieilli bru);
- beau-père :
  - le père du conjoint ou de la conjointe
  - le nouveau conjoint de la mère ou du père, par rapport aux enfants qu’elle ou qu'il a eus lors d’une union précédente  (en remplacement du terme vieilli parâtre) ;
- belle-mère :
  - la mère du conjoint ou de la conjointe
  - la nouvelle conjointe du père ou de la mère, par rapport aux enfants qu’il ou qu'elle a eus lors d’une union précédente (en remplacement du terme vieilli marâtre) ;
- beau-frère :
  - le frère du conjoint ou de la conjointe ;
  - le mari de la sœur ou du frère ;
  - et par extension, tout parent masculin rejoignable généalogiquement par une séquence quelconque de liens de fraternité et d’alliance ;
- belle-sœur :
  - la sœur du conjoint ou de la conjointe ;
  - l'épouse du frère ou de la sœur ;
  - et par extension, tout parent féminin en liaison généalogique par une séquence quelconque de liens de fraternité et d’alliance ;
- demi-frère : frère n’ayant qu’un seul parent en commun (père ou mère) ;
- demi-sœur : sœur n’ayant qu’un seul parent en commun (père ou mère) ;
- belle-cousine :
  - la cousine du conjoint ou de la conjointe ;
  - l'épouse du cousin ou de la cousine ;
- beau-cousin :
  - le cousin du conjoint ou de la conjointe ;
  - le mari du cousin ou de la cousine ;
- belle-tante :
  - la tante du conjoint ou de la conjointe ;
  - l'épouse de l'oncle ou de la tante ;
  - la sœur du beau-père ou de la belle-mère;
- bel-oncle :
  - l'oncle du conjoint ou de la conjointe ;
  - le mari de l'oncle ou de la tante ;
  - le frère du beau-père ou de la belle-mère;
- belle-grand-mère :
  - la grand-mère du conjoint ou de la conjointe ;
  - la mère du beau-père ou de la belle-mère;
  - la nouvelle conjointe du grand-père ou de la grand-mère, par rapport aux petits-enfants qu’il ou qu'elle a eus lors d’une union précédente (en remplacement du terme vieilli grand-marâtre) ;
- beau-grand-père :
  - le grand-père du conjoint ou de la conjointe ;
  - le père du beau-père ou de la belle-mère;
  - le nouveau conjoint de la grand-mère ou du grand-père, par rapport aux petits-enfants qu’elle ou qu'il a eus lors d’une union précédente  (en remplacement du terme vieilli grand-parâtre) ;